# 木村沙織
木村 沙織（きむら さおり、1986年8月19日 - ）は、日本の元女子バレーボール選手。日本バレーボール協会アスリート委員会委員。
マネジメント契約先はスポーツビズ。実妹の木村美里も元バレーボール選手。夫は元インドア・ビーチバレー選手の日高裕次郎。

## 来歴

### 幼少期
埼玉県八潮市生まれ。その後父親の仕事の都合で大阪、東京と転々とした後、東京都あきる野市の多西小に通う。バレーボールをしていた両親（特に母親）の影響を受け、小学校2年生の時に秋川JVCに入団し、バレーボールを始める。秋川JVCは守備練習中心のチームで、この頃レシーブ練習を数多くこなした事が、現在のレシーブ力に生かされていると本人は語っている。チームでは主にレフトを務め、小学校6年生時には東京新聞杯で優勝している。小学校4年生の頃に「週末に思う存分友達と遊んでみたい」との理由で2週間ほどチームを辞めているが、バレーボールから離れたのはこの期間だけである。

### 中学時代
中学校は名門、成徳学園中学校に進学。ここで大山加奈、荒木絵里香、大山未希など、以後チームメイトとなる選手達と出会う。中学校入学時には163cmとさほど高くはなかった身長は、中学3年間で約15cmも伸びた。以後ポジションはセンターとライトを務める事が多くなり、主力選手として全日本中学校バレーボール選手権大会優勝、全国都道府県対抗中学大会（アクエリアスカップ）でJOC杯受賞。Bクイックは得意技と言えるほどに上達し、プレーに幅が出た。
中学校2年生の頃、バレー人生で初の骨折（左手中指の付け根）。全治2週間と軽度だったため大事には至らなかった。

### 高校時代
2002年、バレーの名門として知られる成徳学園高校（現・下北沢成徳高等学校）に進学。高校2年生になるとライトで主力選手となり、2003年春高バレーで優勝を収め、成徳の2連覇に貢献した。同年8月開催のインターハイは3位に終わり連覇を逃したが、インターハイ閉幕と同時に全日本代表から強化合宿に招集され、同年9月のアジア選手権に出場。当初はセッター登録であった。そして11月開催のワールドカップに故障の鈴木洋美の代役として出場した。
12月の全国私学大会で下北沢成徳高は大会初の3連覇を達成。2004年春高バレーでは大会3連覇を目指し決勝に進出したが、第1セットでスパイクを決めた直後に味方選手である横山友美佳と接触し転倒、右足首を捻挫。応急処置を施したのちに足を引きずりながらプレーを続行したが、結局九州文化学園に1-3で敗戦し準優勝であった。
2004年アテネオリンピック最終予選で再度全日本代表に招集され、初戦のイタリア戦で代表初スタメン出場を果たし、14得点をマークすると共に持ち前の性格とあどけない笑顔で「スーパー女子高生」の呼び名でブレイクした。全日本女子チーム2大会ぶりのオリンピック出場に大きく貢献した。
6月にインターハイ関東予選に出場したが予選敗退。全日本ヨーロッパ合宿に招集されイタリア4ヵ国対抗戦などに出場。7月からは1ヵ月にわたるワールドグランプリに出場するも、日本は予選落ち。目立った活躍は出来なかった。
アテネオリンピックは8月14日からの開幕であったが、腰の状態は最悪で立つこともままならない状態だった（アテネで他競技のトレーナーから椎間板ヘルニアと診断された）。そのため出場機会がほとんど無いまま、初めてのオリンピックを終えた。しかし、決勝戦の中国対ロシア戦を会場で観戦し最高峰のプレーを目の当たりにした事で、初めてメダルへの執着心が生まれる。
オリンピック終了後、スリランカで開催されたアジアジュニア選手権に出場。2004年12月、高校最後の大会となる全国私学大会の頃には腰痛がさらに悪化していた。決勝戦の第2セット終盤に出場するが、得点を決めることなく自身の高校バレー生活に幕を閉じた。

### 東レ時代
高校卒業後は東レに入社し東レアローズに入団した。2005年7月開催の女子ジュニア世界選手権U-20では、全試合レギュラー出場し得点王に輝き、復活を遂げる。9月1日からのアジア選手権では、当時イタリアリーグへ派遣移籍していたNECレッドロケッツ・高橋みゆきの代役を担ってエースとして活躍した。
自身初のリーグとなった第12回Vリーグでは、開幕戦ライトでスタメン出場を果たす。この試合でのアタック決定率はチームトップの52.0%、サービスエースも2本決め、初白星に貢献。その後もレフト・ライトでスタメン出場を続け、リーグ前半のチーム快進撃の原動力となった。リーグ後半に入ると、アタック決定率は比較的安定していたが、サーブを集中して狙われ、攻撃パターンを封じられた。また、腰痛の影響からかサーブレシーブの不安定さもみられたが、アタック決定率リーグ6位、サーブ効果率リーグ9位という成績で新人賞を受賞した。
2006年世界選手権出場、2007年アジア選手権では日本の優勝に大きく貢献し、ベストサーバー賞を獲得。同年ワールドカップに出場した。
2007年、天皇杯・皇后杯全日本バレーボール選手権大会で優勝し初代チャンピオンとなった。
2008年、 2007-08プレミアリーグにおいて東レのリーグ初優勝に貢献し、ベスト6賞を獲得した。同年8月、北京オリンピックに出場した。
2009年、 2008-09プレミアリーグにおいて女子史上初の二連覇に貢献し、前年に引き続きベスト6賞を獲得した（日本人最多得点）。同年5月、第58回黒鷲旗全日本男女選抜バレーボール大会で優勝し、自身初となる黒鷲賞（最高殊勲選手）とベスト6賞を獲得した。
2010年より妹・木村美里も同じく東レに入団している。
2010年、 2009-10プレミアリーグにおいて女子史上初の三連覇に貢献し、自身初のMVPに輝くとともに、3年連続ベスト6賞を獲得した。また、熊前知加子の持つ最多得点部門の記録を塗り替え、レギュラーラウンドで合計566点（アタック496点、ブロック43点、サーブ27点）を記録し、Vリーグ日本記録賞（最多得点部門）を受賞した。同年5月、第59回黒鷲旗全日本男女選抜バレーボール大会で優勝し、2年連続となる黒鷲賞とベスト6賞を獲得した。決勝のJT戦では、3セット目に一人で14点を稼ぐ活躍を見せた。
ワールドグランプリ2010では、故障明けの栗原恵が不参加だったため、臨時で副キャプテンを務めた。攻守の中心となりチームを引っ張り、予選ラウンドでは165得点、決勝ラウンドでは105得点を挙げ、予選・決勝ともにベストスコアラーに輝いた。チームはイタリアに2度勝利したり、9年ぶりにブラジルに勝利するなど健闘したが、最終順位は5位に終わった。同年11月開催の世界選手権では、32年ぶりの銅メダル獲得に大きく貢献した。エースとしてほぼフル出場し、ベストスコアラーランキングではトルコのネスリハンに次ぐ第2位で、アタック本数、サーブ受数、サーブ本数においては全選手の中で一番の数字であった。
2011年11月2日、日本文化出版から自身初めてとなるフォト&エッセイ「Saori」が発売された。発売を記念して編集担当者が管理するtwitter（木村沙織フォト&エッセイ『Saori』）が期間限定で更新された。木村本人がつぶやくことはなかったが、制作時の裏話や彼女の近況などを編集者を通して窺い知る事ができた。また、その中で木村本人への質問を募り、バレーボール専門誌『月刊バレーボール』誌上で回答を行うという企画が行われた。
ワールドカップ2011では早いトスに挑戦した（ワールドカップ時は本来のトスに戻した）影響や、直前の中心メンバーの離脱などもあり、チームも彼女自身も序盤は調子が上がらなかった。若手の台頭などがあり徐々にチームが固まっていき、最終的には当時、世界ランキング1位のブラジルや2位のアメリカをストレートで破るなど怒涛の巻き返しをみせ、5連勝で大会を締めくくった。しかし最終順位は4位となり、上位3チームまでに与えられるロンドン五輪出場権獲得にはあと一歩届かなかった。彼女自身も序盤こそ苦しんだものの、その後は安定した活躍をみせ、最終的にはベストスコアラー第4位、ベストアタッカー第5位、ベストブロッカー第13位、ベストサーバー第11位、ベストレシーバー第3位、ベストディガー第10位という攻守にバランスの取れた個人成績を残した。特にベストレシーバーとベストディガー部門においては守備専門選手のリベロを除くと共に最上位であり、彼女の守備能力の高さを証明する結果となった。

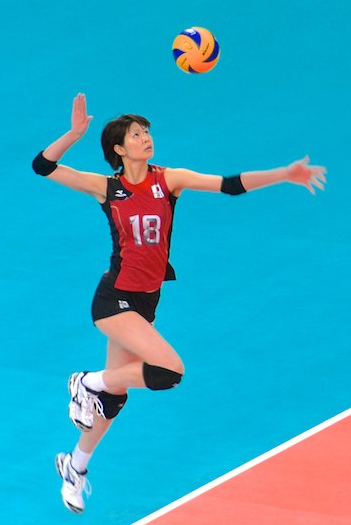
2012年、ロンドン五輪・3位決定戦での木村

2012年、 2011-12プレミアリーグにおいて、東レアローズ4度目の優勝に貢献した。決勝戦では両チーム最多の20得点をあげ、5年連続のベスト6賞を受賞した。
シーズン途中の2レグ終盤、チームでの練習中に足首を捻挫し、全治3週間という診断を受けた。2012年2月11日、12日に行われた岐阜大会ではチームに帯同はせず、翌週の山形大会からベンチ復帰した（試合には出場しなかった）。実質的な復帰戦であった2月25日の岡山シーガルズ戦では絶不調でアタックで2得点しかあげる事が出来ず、2セット目の途中で交代を余儀なくされた。チームメイトのセッター中道瞳によると、翌日の朝練習で木村は非常にピリピリとした雰囲気で一言も口を利かなかったという。こんなことは初めてで、中道はその日の試合（2月26日久光製薬戦）で出来るだけ彼女にトスを上げることを心がけたという。故障開けにもかかわらず彼女は試合にフルセットフル出場し、チーム最多の24得点をあげ、チームは勝利を収めた。
2012年6月、ロンドンオリンピックの代表メンバーに選出された。準々決勝の中国戦では江畑幸子と共にチーム最多の33得点を叩き出す活躍で、これまでの五輪で1セットも取る事が出来なかった相手にフルセットの激戦の末に勝利を収めた。3位決定戦で韓国をストレートで破り、日本女子バレーボール代表28年ぶりの銅メダル獲得の立役者となった。中心選手として全試合にフル出場し、北京オリンピックに引き続き日本人ベストスコアラーとなった。全体でもベストスコアラー部門3位にランクインし、ベストスパイカー12位、ベストレシーバー12位、ベストディガー部門で8位だった。

### ワクフバンク・テュルクテレコムへの移籍
2012年7月10日、ロンドンオリンピック終了後の2012-13シーズンよりトルコリーグのワクフバンク・テュルクテレコムへ移籍することが発表された。年俸は1億円。
同年8月16日、スポーツビズとマネジメント契約を締結。 9月7日に成田空港からトルコへ向け出発した。空港では記者会見を行い「いろんな面で成長できるように頑張りたい」と抱負を述べた。同日、トルコに行っている期間だけ更新するという『木村沙織オフィシャルブログ「木村沙織のトルコ奮闘記」』をアメーバブログにて開始。10日にはイスタンブールでの入団会見に出席し、新チームでの抱負を述べた。また、本人の希望で決まったという背番号「18」のユニフォーム姿も初披露した。9月末を持って東レ株式会社を退社（東レアローズを退団）した。
2013年1月31日、寝具メーカーである東京西川とスポンサー契約を締結したことが発表された。3月12日にはトルコ航空とオフィシャル・エアライン・パートナー契約を締結したことが発表された。
同年3月、欧州チャンピオンズリーグにおいて優勝を果たした。予選ラウンドではスタメンで起用されることが多かったが、主にスパイク面で苦労し、PLAYOFF12以降はリリーフサーバーからの守備固めで起用される事が多くなった。決勝のラビタ・バクー戦では3セット全てで途中出場し、サーブや後衛でのサーブレシーブで貢献した。決勝戦後には「絶対勝ちたいと思って臨んだので、優勝して本当によかった。すごくラッキーだなと思います。サーブで攻めて流れをいい方に変えるなど、（チームの）いいリズムをキープするのが一番の役割だと思っていた。」と語った。指揮官であるジョバンニ・グイデッティ監督からは「ほぼ完璧」と賞賛された。準決勝では佐野優子の移籍先であるガラタサライ・ダイキンと対戦し、史上初となるFINAL4での日本人対決が実現した。その準決勝と決勝戦の模様はBSフジにて生中継された。ワクフバンクはトルコカップ、トルコリーグも制覇し、公式戦無傷の47連勝で3冠を達成し、最高の形でこのシーズンを終えた。
同年5月13日、眞鍋政義全日本女子監督に指名され、2013年度の全日本キャプテンに就任（バレー人生初のキャプテン）。2012-13シーズン限りで現役引退を決めていたが、眞鍋から熱心に勧誘され翻意したことを公表した。そして、「元キャプテン竹下佳江のキャプテンシーを受け継ぎたい」という気持ちから、竹下が付けていた背番号「3」を希望したという。
同年6月3日、ダイキン工業（同じトルコリーグガラタサライのスポンサー親会社）は、ワクフバンクからガラタサライへの移籍に合意したことを発表。

### 日本球界に復帰

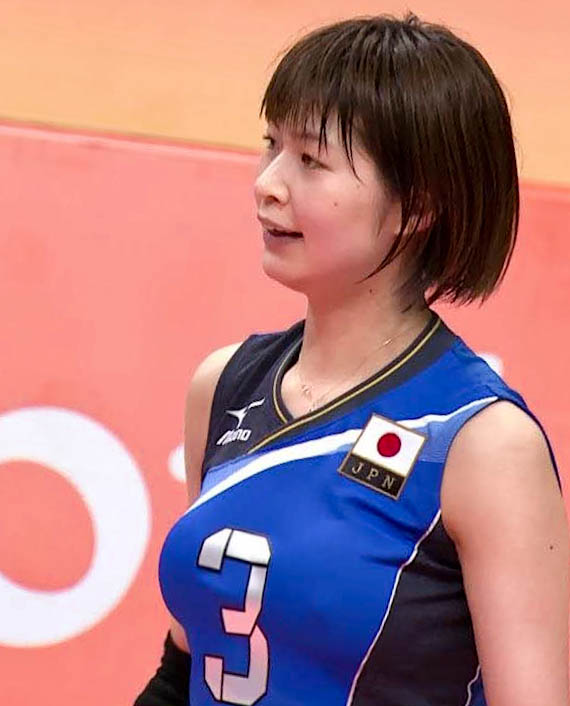
2016年、リオデジャネイロ五輪での木村

2014年6月5日、東レアローズへの復帰が決定した。東レでは初のプロ契約で契約期間は2年間。
2015年8月のワールドカップ直前、ロンドン五輪後から伸ばして試合では三つ編みで一つに束ねていた髪を、30cm切って大会に臨んだ。
2016年5月のリオデジャネイロ五輪世界最終予選。前日の第1セットで右手小指を負傷した中、第2セットから出場した4日目のタイ戦（逆転勝利）では、劣勢の最終セットでコート内で仲間を集め、6人が手を繋ぎ輪になった。木村はその後も出場を続け、6日目に日本は五輪切符を獲得。自身も出場内定し、女子インドアバレー史上日本初の、五輪4大会連続出場となる。
2016年12月31日に元インドアバレー・ビーチバレー選手の日高裕次郎と結婚したことを発表した。

### 現役引退
2017年3月22日、記者会見を開き正式に現役引退を表明した。一番印象に残った試合は、ロンドンオリンピック準々決勝の中国戦。
2018年8月にMarunouchi Sport Fes 2018において、期間限定で木村プロデュース「kimura saori“Chocotto”cafe Gallery」がオープンした。木村は「カフェを持ちたい、子供の頃からの夢だった」と語った。
2019年10月に夫と共に大阪市西区にカフェ「32（サニー）」を営業開始。
2019年12月から2020年1月末日まで、日本テレビのバラエティ番組「ヒルナンデス!」の水曜日シーズンレギュラーとして期間限定に出演した。
2023年いっぱいでカフェ「sunny_thirty_two_club」を年内で閉店することをInstagramで報告した。

## 演じた女優
- 相武紗季 - 2010年10月25日、TBS系列で、親友だった横山友美佳の著書を原作としたドラマ『明日もまた生きていこう』が放送された[36]（木村を相武が、横山を比嘉愛未が演じた）。

## エピソード
- アジア選手権で当初セッター登録されたように[37]、キャリア初期は長身セッターとして期待され、河西昌枝からの指導も受けていた[38]。
- 2009/10シーズンのVプレミアリーグでは連覇した前2シーズンとは違い、外国人選手がチームにフィットしなかったため、攻守両面にわたり木村にかかる負担が増えた。プレッシャーから寝つきが悪くなったり食事が喉を通らない事もあり、体重は前年から5kg減った[39][40]。

- 単独から複数のものまで含め、バレーボール専門誌『月刊バレーボール』の表紙を14ヶ月連続で飾った。2011年09月号から2012年10月号までで、1人の選手が1年以上に渡り表紙に登場し続けたのは極めて異例なことである。

- 185cmの長身で、腰の位置も高く脚も長い[41]。

## 球歴
- 全日本代表 - 2003-2016年
- 全日本代表としての主な国際大会出場歴
  - オリンピック - 2004年、2008年、2012年、2016年
  - 世界選手権 - 2006、2010年、2014年
  - ワールドカップ - 2003年、2007年、2011年、2015年

## 所属チーム
- 多西小（秋川JVC）
- 成徳学園中
- 下北沢成徳高等学校
- 東レアローズ（2005-2012年）
- ワクフバンク・テュルクテレコム（2012-2013年）
- ガラタサライ・ダイキン（2013-2014年）
- 東レアローズ（2014-2017年）

## 受賞歴
- 2005年 - 第13回世界ジュニア女子（U-20）選手権大会 ベストスコアラー賞
- 2006年 - 第12回Vリーグ 新人賞
- 2007年 - アジア選手権 ベストサーバー賞
- 2008年 - 2007/08Vプレミアリーグ ベスト6
- 2009年 - 2008/09Vプレミアリーグ ベスト6
- 2009年 - 日韓Vリーグトップマッチ MIP
- 2009年 - 第58回黒鷲旗全日本男女選抜バレーボール大会 黒鷲賞（最高殊勲選手）、ベスト6
- 2009年 - アジア選手権 ベストサーバー賞
- 2010年 - 2009/10Vプレミアリーグ MVP（最高殊勲選手）、ベスト6、Vリーグ日本記録賞（最多得点部門）
- 2010年 - 日韓Vリーグトップマッチ MVP
- 2010年 - 第59回黒鷲旗全日本男女選抜バレーボール大会 黒鷲賞（最高殊勲選手）、ベスト6
- 2010年 - トリノ国際大会 MVP、ベストサーバー賞
- 2010年 - ワールドグランプリ2010 ベストスコアラー
- 2011年 - 2010/11 Vプレミアリーグ 敢闘賞、ベスト6
- 2011年 - 第60回黒鷲旗全日本バレーボール選手権大会 ベスト6
- 2012年 - 2011/12 プレミアリーグ ベスト6
- 2016年 - 第66回日本スポーツ賞 競技団体別最優秀賞[42]
- 2017年 - Vリーグ栄誉賞及び功労賞[43]

## 個人成績
VリーグおよびVプレミアリーグレギュラーラウンドにおける個人成績は下記の通り。
| シーズン | 所属 | 出場 | 出場   | アタック | アタック | アタック | アタック | ブロック | ブロック | サーブ | サーブ | サーブ | サーブ | レセプション | レセプション | 総得点 | 備考     |
| -------- | ---- | ---- | ------ | -------- | -------- | -------- | -------- | -------- | -------- | ------ | ------ | ------ | ------ | ------------ | ------------ | ------ | -------- |
| シーズン | 所属 | 試合 | セット | 打数     | 得点     | 決定率   | 効果率   | 決定     | /set     | 打数   | エース | 得点率 | 効果率 | 受数         | 成功率       | 総得点 | 備考     |
| 2005/06  | 東レ | 27   | 99     | 635      | 281      | 44.3%    | %        | 19       | 0.19     | 401    | 26     | 6.48%  | 12.6%  | 564          | 63.1%        | 326    |          |
| 2006/07  | 東レ | 27   | 111    | 1086     | 411      | 37.8%    | %        | 25       | 0.23     | 446    | 21     | 4.71%  | 11.1%  | 784          | 75.0%        | 457    |          |
| 2007/08  | 東レ | 27   | 84     | 779      | 285      | 36.6%    | %        | 31       | 0.37     | 279    | 16     | 6.43%  | 12.7%  | 560          | 72.1%        | 332    |          |
| 2008/09  | 東レ | 27   | 106    | 1243     | 413      | 33.2%    | %        | 40       | 0.38     | 380    | 22     | 5.79%  | 12.8%  | 795          | 70.7%        | 475    |          |
| 2009/10  | 東レ | 28   | 108    | 1306     | 496      | 38.0%    | %        | 43       | 0.40     | 390    | 27     | 6.92%  | 16.1%  | 1088         | 61.5%        | 566    | [ 注 3 ] |
| 2010/11  | 東レ | 26   | 100    | 1329     | 488      | 36.7%    | %        | 29       | 0.29     | 408    | 26     | 6.37%  | 13.6%  | 912          | 69.7%        | 543    |          |
| 2011/12  | 東レ | 19   | 64     | 673      | 256      | 38.0%    | %        | 16       | 0.25     | 223    | 13     | 5.83%  | 13.8%  | 469          | 61.6%        | 285    |          |
| 2014/15  | 東レ | 21   | 82     | 879      | 295      | 33.6%    | %        | 31       | 0.38     | 331    | 10     | 3.02%  | 11.2%  | 582          | 70.3%        | 336    |          |
| 2015/16  | 東レ | 21   | 80     | 786      | 269      | 34.2%    | %        | 25       | 0.31     | 391    | 27     | 6.91%  | 15.4%  | 359          | 68.0%        | 321    |          |
| 2016/17  | 東レ | 21   | 77     | 739      | 226      | 30.6%    | %        | 27       | 0.35     | 253    | 4      | %      | 8.2%   | 552          | 72.8%        | 257    |          |
| 通算     | 通算 | 244  | 911    | 9455     | 3420     | 36.2%    | %        | 286      | 0.31     | 3502   | 192    | %      | 12.9%  | 6665         | 68.4%        | 3898   |          |

## アドバイザリースタッフ契約先
- ミズノ

## 広告出演
- 京阪電鉄 京阪マナーポスター 「ファインプレー宣言」(2007年)
- ゼビオ 女子部活動応援サポーター(2013年)[45]

## 出演

### 情報・スポーツテレビ番組
- バース・デイ（2011年7月23日、2012年11月17日 TBS）
- 情熱大陸（2011年11月20日、2012年5月27日 MBS制作・TBS系列）
- アスリートのチカラ〜one secret piece〜（2012年12月23日 BSフジ）
- アスリートの魂（2012年4月9日 NHK BS1、総合）
- 裸のアスリート〜ROAD TO LONDON〜（2012年5月15日 BS-TBS）
- はなまるマーケット（2012年9月4日 TBS系列）
- 関根勤のスポパラ（2012年9月9日、2012年9月23日 文化放送）
- アスリートの輝石（2012年9月23日 BS日テレ）
- BS民放5局共同特別番組『STEP FORWARD 〜前進、その先へ〜』（2012年12月29日、2013年1月5日、14日 BS日テレ、BS朝日、BS-TBS）
- グラジオラスの轍（2013年1月28日 フジテレビ系列）
- スポーツドキュメント 英雄たちの決断（2013年2月5日 BS-TBS）
- 「SPORTS X」〜古田敦也が迫る!アスリートの原点〜（2013年7月6日、2013年7月13日 BS朝日）
- 裸のアスリートII（2013年8月31日 TBS系列）
- おしえて木村沙織選手（2013年12月30日、NHK総合）

### バラエティ
- 突然ですが占ってもいいですか？（2021年9月、フジテレビ）[46]

### テレビアニメ
- サザエさん（2015年8月23日、フジテレビ） - 本人役[47]

## 著書
- 『Saori―木村沙織フォト&エッセイ』日本文化出版、2011年。ISBN 978-4890841950
- 『232days in Turkey ―木村沙織フォトブック』日本文化出版、2013年。ISBN 978-4890842155